# Polygastropteryx bicoloripes
Polygastropteryx bicoloripes är en tvåvingeart som beskrevs av Louis-Paul Mesnil 1953. Polygastropteryx bicoloripes ingår i släktet Polygastropteryx och familjen parasitflugor. Inga underarter finns listade i Catalogue of Life.